# شلاتنکیس
شلاتنکیس (به لاتین: Schlatenkees) یک یخچال طبیعی در اتریش است که در لاینس واقع شده‌است.